# Говард, Эдуард Генри
Эдуард Генри Говард (итал. Edward Henry Howard; 13 февраля 1830, Ноттингем, Соединённое королевство Великобритании и Ирландии — 16 сентября 1892, Брайтон, Соединённое королевство Великобритании и Ирландии) — английский куриальный кардинал, представитель рода Говардов из младшей линии герцогов Норфолков. Внук химика Эдварда Чарльза Говарда. Титулярный архиепископ Неокесарии и суффраган Фраскати с 25 июня 1872 по 12 марта 1877. Архипресвитер Ватиканской патриаршей базилики и Секретарь Конгрегации фабрики Святого Петра с 12 декабря 1881 по 16 сентября 1892. Кардинал-священник с 12 марта 1877, с титулом церкви Санти-Джованни-э-Паоло с 20 марта 1877 по 24 марта 1884. Кардинал-епископ Фраскати с 24 марта 1884.